# Justin Tokely
Dans le nom malgache Tokely Justin, le nom de famille précède le prénom, mais cet article utilise l’ordre habituel en français Justin Tokely, où le prénom précède le nom.
Justin Tokely, né le 18 février 1974 à Sambava, est un homme d’État et un homme politique malgache. Il est actuellement président de l’assemblée nationale de Madagascar, après avoir été, successivement, sous-préfet, deux fois chef de district, gouverneur de région, deux fois ministre et élu député de Madagascar.

## Biographie
Originaire du Nord de Madagascar, dans le district de Sambava, et province d'Antsiranana, Justin Tokely est de l'ethnie betsimisaraka. Il est marié et père de deux enfants.
Après avoir obtenu son diplôme de baccalauréat, il a poursuivi ses études supérieures à l’Université d’Antananarivo à l’issue desquelles il a décroché, en 1999, le diplôme de maitrise en gestion, option Finances et comptabilité.
Ensuite, il accède, par voie de concours, à la prestigieuse école nationale d’administration de Madagascar (ENAM) d'où il sort Administrateur civil.

## Carrière professionnelle
Justin Tokely commence sa carrière professionnelle au sein du cabinet du ministre du développement du Secteur privé et de la privatisation durant les années 1999 à 2003.

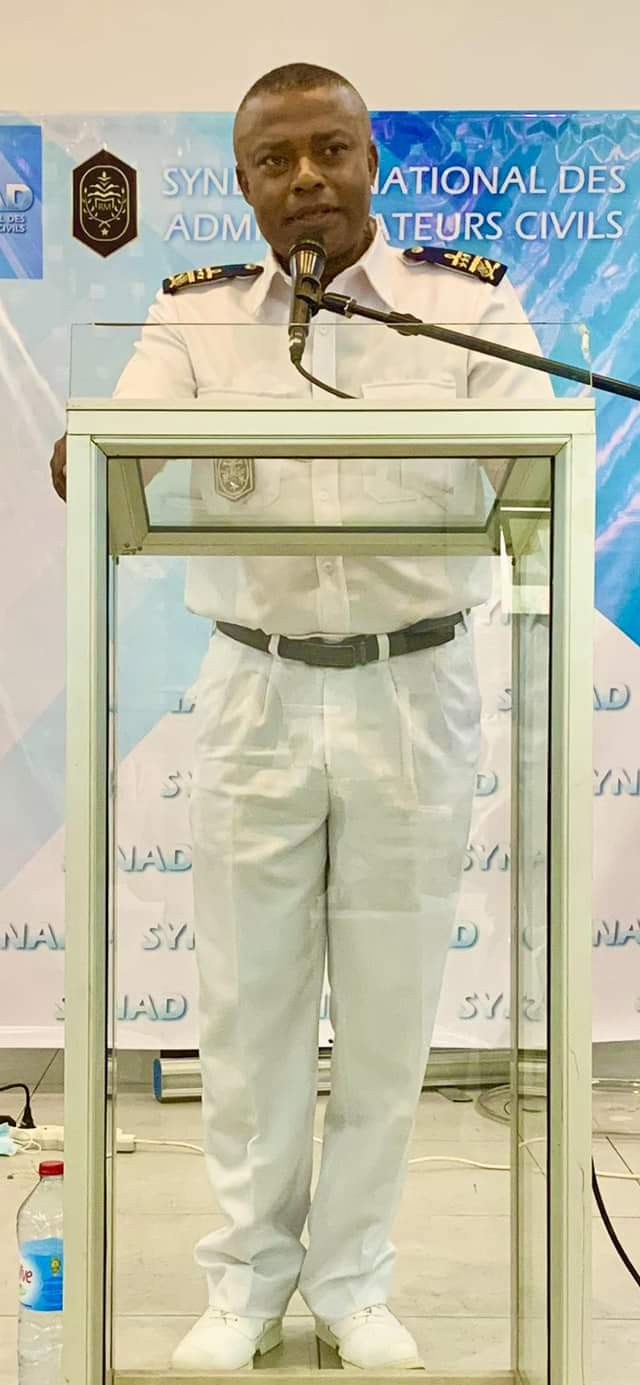
Justin Tokely, Administrateur Civil

À l’issue de sa formation à l’ENAM, il intègre le corps des administrateurs civils et est, actuellement, promu au grade d'administrateur civil en Chef de classe exceptionnelle, 2e échelon. Ensuite, il enchaine sans discontinuité des postes de responsabilités en administration territoriale en devenant, tour à tour, sous-préfet du district de Fénérive-est (Région Analanjirofo) de 2004 à 2005, puis chef de district d’Andapa (Région Sava) de 2005 à 2009, et chef de district d’Ambilobe (Région Diana) de 2009 à 2014.
Il sera, par la suite, affecté au ministère de l’intérieur et de la décentralisation pour diriger de 2014 à 2018, à titre de Directeur,, l'Institut national de la décentralisation et du développement Local, INDDL. C'est un établissement public rattaché auprès du ministère de l'intérieur et de la décentralisation, et est essentiellement dévolu à l'appui (au) et à l'émancipation (du) développement des collectivités territoriales décentralisées. Puis, il en deviendra le Directeur général, de 2018 à 2019.

## Parcours politique

### Gouverneur de la région Sava
En 2019, Justin Tokely est nommé gouverneur par intérim de la région Sava,,, qui équivaut au titre de chef de Région. Son travail a été remarquépar le président de la République, Andry Rajoelina, ce qui lui a permis de se distinguer des autres gouverneurs lors des évaluations qui leur ont été faites par le chef de l'État,,,. Sa réalisation la plus citée fut la construction de l’avenue de l’émergence de la Sava,. Une route en pavé de 785 mètres qui a amélioré considérablement l’image de la ville de Sambava ;

### Ministre de l'intérieur
Le 16 mars 2022, Justin Tokely a été nommé ministre de l'intérieur et de la décentralisation dans le gouvernement dirigé par le premier ministre Christian Ntsay.
Le remaniement gouvernemental partiel du 20 février 2023 l'a maintenu à son poste ministériel.
À ce titre, c’est lui qui sera amené à gérer l’élection présidentielle de novembre 2023, qui s’annonçait tendue car secouée par des mouvements de rue menés par l’opposition, qui cherchait à la faire capoter. Sa fermeté face aux manœuvres prétendument subversives de l’opposition lui a valu une remontrance de la part des chancelleries étrangères présentes à Madagascar lorsqu’il a décidé de règlementer les réunions publiques, par l'interdiction des réunions dans des lieux publics ouverts, avant la période de campagne électorale afin de préserver l'ordre public.  
La présidentielle s’est finalement déroulée sans trop d’anicroches aboutissant à des résultats validés par la haute cour constitutionnelle. La communauté internationale dit en « prendre acte », ce qui équivaut à une reconnaissance factuelle.
Avec la réélection du candidat Andry Rajoelina, Justin Tokely a été alors reconduit au sein du nouveau gouvernement mais cette fois-ci au poste de ministre de l'intérieur le 14 janvier 2024, suivant le décret n°2024- 020 portant nomination des membres du gouvernement.

### Député
Le 11 avril 2024, Il démissionne de son poste de ministre pour se présenter candidat aux élections législatives du 29 mai 2024, dans le district de Sambava sous la bannière de la coalition présidentielle. Sa liste présente deux candidats (lui et son colistier Norbert Mamangy) pour une circonscription électorale à deux sièges. Elle a été déclarée vainqueur en remportant les deux siègesd'autant plus que c'était la seule liste à concourir dans la circonscription du district de Sambava.
Justin Tokely devient député de Madagascar.

### Président de l'Assemblée nationale
À la suite de la proclamation des résultats des élections législatives, les députés nouvellement élus ont été appelés à se réunir, le 9 juillet 2024, en session spéciale durant laquelle ils éliront les membres du bureau permanent. Lors du vote, Justin Tokely a été élu à l’unanimité président de l’Assemblée nationale de Madagascar par les 160 députés présents sur les 163 députés élus, les 3 députés étant absents,, succédant ainsi à Christine Razanamahasoa.
Sa déclaration à vouloir être un rassembleur ainsi que sa capacité supposée à faire consensus avec toutes les forces politiques présentes au sein de l'Assemblée,, expliquent essentiellement ce plébiscite.